# لوح تصوير ضوئي
سبق لوح التصوير الضوئي الفيلم في التصوير. وهو لوح من الزجاج مغطي بمادة حساسة للضوء، وقد اختفي تقريبا هذا النوع من أدوات التصوير من السوق منذ العشرينيات من القرن الماضي بعدما توصل الإنسان إلى طرق أخرى للتصوير مثل الفيلم فهو أخف من جهة الوزن وليس عرضة للكسر. ولكن كثر استخدام ألواح التصوير الضوئية في الأغراض العلمية مثل علم الفلك حيث كان يستخدم في تصوير الأجرام السماوية حتي التسعينات من القرن الماضي، وكانت حساسة لنحو 2 % من الضوء الساقط عليها.

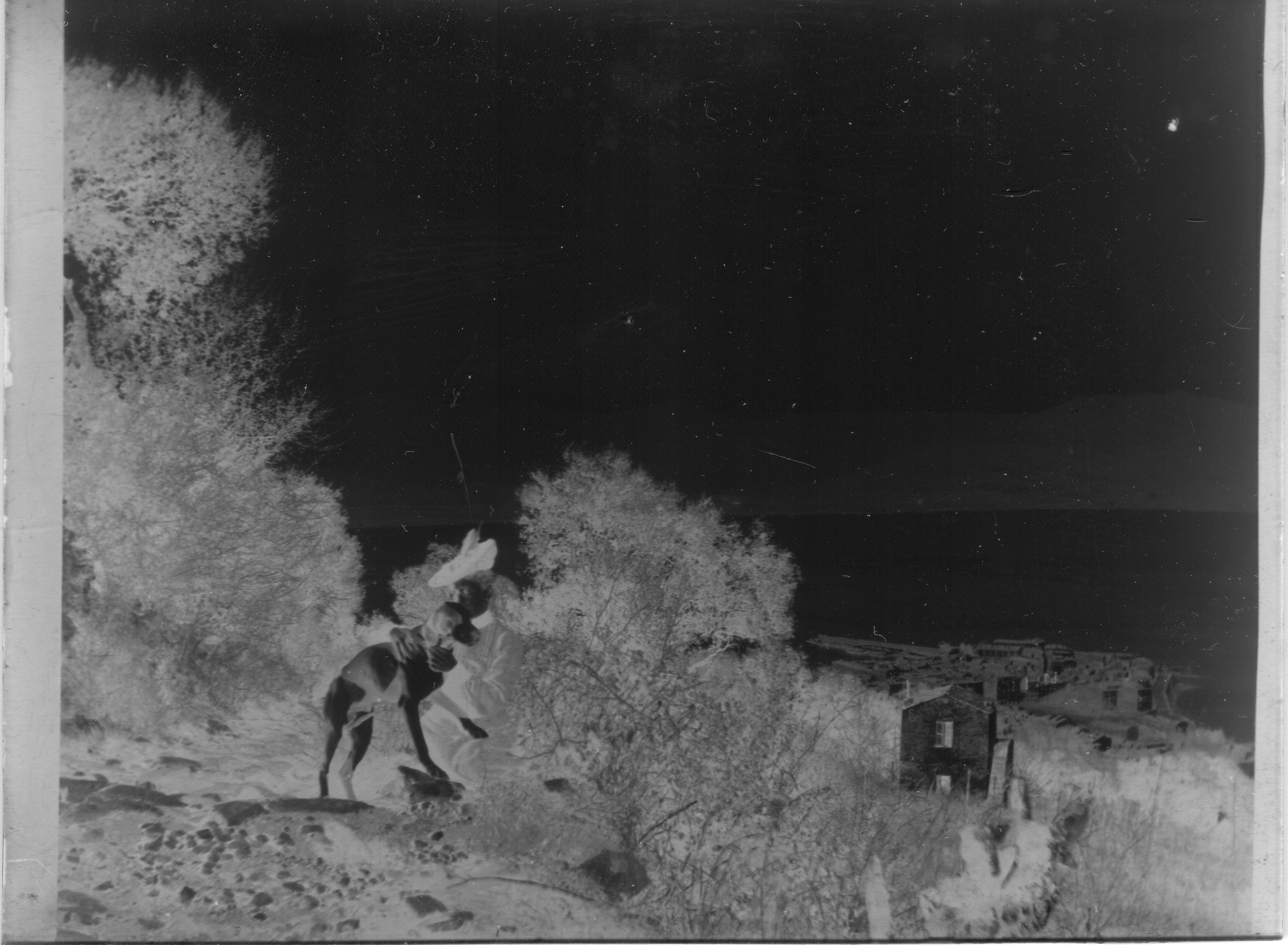
لوح فوتوغرافي يبين عكس الصورة

## علم الفلك
ساعد لوح التصوير الضوئي على اكتشاف العديد من كواكب المجموعة الشمسية.و كان ماكس ولف أول من اكتشف كوكبا صغيرا بواسطته عندما استطاع تصوير كوكب (بروسيا-323) عام 1891. ثم القمر (فوبي) عام 1898. كما اكتشف الكوكب بلوتو بوساطة اللوح الفوتوعرافي وكذلك قمره شارون عندما تمعن في صورة بلوتو فوجد قمره.

## في الفيزياء
لعبت الالواح الفوتوغرافية دورا كبيرا في اكتشافات فيزياء الجسيمات ذات الطاقة العالية والاشعة الكونية، حيث كانت تتأثر بالأشعة المؤينة. وبها اكتشف العالم الألماني فيكتور فرانس هيس وجود الأشعة الكونية عام 1910 حيث تركت آثارا علي مجموعة من الألواح المرصوصة فوق بعضها، كان قد قام بتخزينها إلى حين استخدامه لها. واستعملها بعد ذلك في تفقد تلك الاشعة في طبقات الجو العليا بصعوده بها الجبال، وبإرسالها بالبالونات إلى أعالي الجو.

## في التصوير الطبي
كانت حساسية بعض أنواع ألواح التصوير الضوئية للأشعة المؤينة مثل الأشعة السينية فتحا قيما في عالم التصوير الطبي وكذلك في دراسة خواص المادة وتطبيقاتها. إلا أن تلك الألواح قد استبدلت بأنواع أخرى يمكن استعمالها مرات عديدة. والآن يقوم الحاسوب بعملية التقات وتخزين الصورة وكذلك سهولة عرضها.

## اختفائها
بدأت ألواح التصوير الضوئية في الاختفاء في أوائل الثمانينيات من القرن الماضي حيث اخترعت الكاميرات التي تعمل بالميكروبروسيسور الحساس للضوء. فهي خفيفة وصغيرة الحجم وحساسة وسهلة الاستعمال. ومع ذلك فحتي الكاميرات عالية الحساسية والتي في وسعها التقات عدد من نقاط الصورة 8192x 8192 pixels لا تزال أقل حساسية ودقة من معظم ألواح التصوير الضوئية، والتي أجبرت كاميرات المساحة الكبيرة على استخدام أعدادا كثيرة من الرقائق الحساسة CCD.